# Marc Schneider
Marc Schneider, född den 28 april 1973 i Lubbock, Texas, är en amerikansk roddare.
Han tog OS-brons i lättvikts-fyra utan styrman i samband med de olympiska roddtävlingarna 1996 i Atlanta.